# Atletica leggera ai Giochi della XX Olimpiade - 100 metri piani femminili

Video della Finale

I 100 metri piani hanno fatto parte del programma femminile di atletica leggera ai Giochi della XX Olimpiade. La competizione si è svolta nei giorni 1-2 settembre 1972 allo Stadio olimpico di Monaco.

## Presenze ed assenze delle campionesse in carica
| Competizione      | Atleta         | Prestazione | Monaco 1972 |
| ----------------- | -------------- | ----------- | ----------- |
| Olimpiadi 1968    | Wyomia Tyus    | 11”0        | Ritir. 1968 |
| Commonwealth 1970 | Raelene Boyle  | 11”26 v     | Presente    |
| Asiatici 1970     | Chi Cheng      | 11”6 =      | Assente     |
| Panamericani 1971 | Iris Davis     | 11”25 v     | Presente    |
| Europei 1971      | Renate Stecher | 11”4        | Presente    |

La vincitrice dei Trials USA è Barbara Ferrell con 11”3.

## La gara
Nei primi due turni impressiona la cubana Silvia Chibas. Ha solo 17 anni, è alla prima esperienza internazionale e ferma i cronometri su 11”18 (batteria) e 11”22 (Quarti).

Renate Stecher vince la prima semifinale eguagliando l'11”18 della Chibas; l'australiana Raelene Boyle prevale nella seconda proprio sulla cubana (11”32 a 11”33). La finale è apertissima.
La partenza migliore è della Stecher, che poi s'invola verso il traguardo senza essere raggiunta. Per un centesimo strappa anche il record del mondo all'ex olimpionica Tyus.

La Boyle e la Chivas arrivano ancora una volta appaiate, con l'australiana che sopravanza la cubana di un solo centesimo. Giunge settima in 11"45 la vincitrice dei Trials Barbara Ferrell.

## Risultati

### Turni eliminatori
| 6 Batterie         | 1º settembre | 48 iscritte   | Si qualificano le prime 5 + i 2 migliori tempi. |
| 4 Quarti di finale | 1º settembre | 8 + 8 + 8 + 8 | Si qualificano le prime 4.                      |
| 2 Semifinali       | 2 settembre  | 8 + 8         | Si qualificano le prime 4.                      |
| Finale             | 2 settembre  | 8 concorrenti |                                                 |

### Batterie
| Pos. | Atleta             | Nazione        | Tempo | Nota |
| ---- | ------------------ | -------------- | ----- | ---- |
| 1    | Silvia Chivás      | Cuba           | 11"18 | Q    |
| 2    | Annegret Richter   | Germania Ovest | 11"30 | Q    |
| 3    | Wilma van den Berg | Paesi Bassi    | 11"43 | Q    |
| 4    | Andrea Lynch       | Gran Bretagna  | 11"52 | Q    |
| 5    | Mattiline Render   | Stati Uniti    | 11"60 | Q    |
| 6    | Juana Mosquera     | Colombia       | 11"64 | q    |
| 7    | Marion Hoffman     | Australia      | 11"68 | q    |
| 8    | Missie Misomali    | Malawi         | 12"78 |      |

| Pos. | Atleta                 | Nazione          | Tempo | Nota |
| ---- | ---------------------- | ---------------- | ----- | ---- |
| 1    | Esther Shakhamorov-Rot | Israele          | 11"45 | Q    |
| 2    | Ivanka Valkova         | Bulgaria         | 11"49 | Q    |
| 3    | Eva Lehocká            | Cecoslovacchia   | 11"50 | Q    |
| 4    | Evelin Kaufer          | Germania Est     | 11"59 | Q    |
| 5    | Galina Bukharina       | Unione Sovietica | 11"69 | Q    |
| 6    | Beatrice Lungu         | Zambia           | 12"42 |      |
| 7    | Fatima El-Faquir       | Marocco          | 12"56 |      |
| 8    | Russel Carrero         | Nicaragua        | 13"45 |      |

| Pos. | Atleta               | Nazione       | Tempo | Nota |
| ---- | -------------------- | ------------- | ----- | ---- |
| 1    | Iris Davis           | Stati Uniti   | 11"34 | Q    |
| 2    | Alice Annum          | Ghana         | 11"54 | Q    |
| 3    | Anita Neil           | Gran Bretagna | 11"55 | Q    |
| 4    | Cecilia Molinari     | Italia        | 11"61 | Q    |
| 5    | Pam Kilborn          | Australia     | 11"73 | Q    |
| 6    | Linda Haglund        | Svezia        | 11"97 |      |
| 7    | Freida Nicholls-Davy | Barbados      | 12"16 |      |
| 8    | Irene Fitzner        | Argentina     | 12"51 |      |

| Pos. | Atleta              | Nazione      | Tempo | Nota |
| ---- | ------------------- | ------------ | ----- | ---- |
| 1    | Renate Stecher      | Germania Est | 11"31 | Q    |
| 2    | Rosie Allwood       | Giamaica     | 11"46 | Q    |
| 3    | Barbara Ferrell     | Stati Uniti  | 11"47 | Q    |
| 4    | Hannah Afriyie      | Ghana        | 11"90 | Q    |
| 5    | Laura Nappi         | Italia       | 12"02 | Q    |
| 6    | Carolina Rieuwpassa | Indonesia    | 12"23 |      |
| 7    | Amelita Alanes      | Filippine    | 12"37 |      |
| 8    | Meas Kheng          | Cambogia     | 12"72 |      |

| Pos. | Atleta             | Nazione          | Tempo | Nota |
| ---- | ------------------ | ---------------- | ----- | ---- |
| 1    | Raelene Boyle      | Australia        | 11"37 | Q    |
| 2    | Carmen Valdés      | Cuba             | 11"53 | Q    |
| 3    | Ingrid Becker      | Germania Ovest   | 11"55 | Q    |
| 4    | Ljudmila Maslakova | Unione Sovietica | 11"56 | Q    |
| 5    | Ellen Streidt      | Germania Est     | 11"63 | Q    |
| 6    | Tuula Rautanen     | Finlandia        | 11"89 |      |
| 7    | Emilie Edet        | Nigeria          | 12"06 |      |
| 8    | Mireille Joseph    | Haiti            | 13"84 |      |

| Pos. | Atleta               | Nazione        | Tempo | Nota |
| ---- | -------------------- | -------------- | ----- | ---- |
| 1    | Elfgard Schittenhelm | Germania Ovest | 11"32 | Q    |
| 2    | Irena Szewińska      | Polonia        | 11"33 | Q    |
| 3    | Sylviane Telliez     | Francia        | 11"36 | Q    |
| 4    | Sonia Lannaman       | Gran Bretagna  | 11"45 | Q    |
| 5    | Brenda Matthews      | Nuova Zelanda  | 11"77 | Q    |
| 6    | María Luisa Vilca    | Perù           | 11"85 |      |
| 7    | Claudette Powell     | Bahamas        | 12"01 |      |

### Quarti di finale
| Pos. | Atleta                 | Nazione       | Tempo | Nota |
| ---- | ---------------------- | ------------- | ----- | ---- |
| 1    | Silvia Chivás          | Cuba          | 11"22 | Q    |
| 2    | Raelene Boyle          | Australia     | 11"30 | Q    |
| 3    | Barbara Ferrell        | Stati Uniti   | 11"38 | Q    |
| 4    | Esther Shakhamorov-Rot | Israele       | 11"46 | Q    |
| 5    | Ellen Streidt          | Germania Est  | 11"48 |      |
| 6    | Anita Neil             | Gran Bretagna | 11"58 |      |
| 7    | Cecilia Molinari       | Italia        | 11"63 |      |
| 8    | Brenda Matthews        | Nuova Zelanda | 11"87 |      |

| Pos. | Atleta          | Nazione        | Tempo | Nota |
| ---- | --------------- | -------------- | ----- | ---- |
| 1    | Renate Stecher  | Germania Est   | 11"27 | Q    |
| 2    | Irena Szewińska | Polonia        | 11"49 | Q    |
| 3    | Ingrid Becker   | Germania Ovest | 11"52 | Q    |
| 4    | Rosie Allwood   | Giamaica       | 11"52 | Q    |
| 5    | Sonia Lannaman  | Gran Bretagna  | 11"72 |      |
| 6    | Pam Kilborn     | Australia      | 11"85 |      |
| 7    | Hannah Afriyie  | Ghana          | 12"04 |      |
| 8    | Laura Nappi     | Italia         | 12"13 |      |

| Pos. | Atleta           | Nazione          | Tempo | Nota |
| ---- | ---------------- | ---------------- | ----- | ---- |
| 1    | Annegret Richter | Germania Ovest   | 11"33 | Q    |
| 2    | Eva Lehocká      | Cecoslovacchia   | 11"43 | Q    |
| 3    | Alice Annum      | Ghana            | 11"45 | Q    |
| 4    | Andrea Lynch     | Gran Bretagna    | 11"57 | Q    |
| 5    | Sylviane Telliez | Francia          | 11"64 |      |
| 6    | Mattiline Render | Stati Uniti      | 11"67 |      |
| 7    | Marion Hoffman   | Australia        | 11"78 |      |
| 8    | Galina Bukharina | Unione Sovietica | 11"81 |      |

| Pos. | Atleta               | Nazione          | Tempo | Nota |
| ---- | -------------------- | ---------------- | ----- | ---- |
| 1    | Iris Davis           | Stati Uniti      | 11"27 | Q    |
| 2    | Elfgard Schittenhelm | Germania Ovest   | 11"42 | Q    |
| 3    | Carmen Valdés        | Cuba             | 11"46 | Q    |
| 4    | Ljudmila Maslakova   | Unione Sovietica | 11"46 | Q    |
| 5    | Wilma van den Berg   | Paesi Bassi      | 11"47 |      |
| 6    | Ivanka Valkova       | Bulgaria         | 11"48 |      |
| 7    | Evelin Kaufer        | Germania Est     | 11"55 |      |
| 8    | Juana Mosquera       | Colombia         | 11"66 |      |

### Semifinali
| Pos. | Atleta               | Nazione        | Tempo | Nota |
| ---- | -------------------- | -------------- | ----- | ---- |
| 1    | Renate Stecher       | Germania Est   | 11"18 | Q    |
| 2    | Iris Davis           | Stati Uniti    | 11"36 | Q    |
| 3    | Eva Lehocká          | Cecoslovacchia | 11"43 | Q    |
| 4    | Alice Annum          | Ghana          | 11"47 | Q    |
| 5    | Elfgard Schittenhelm | Germania Ovest | 11"49 |      |
| 6    | Carmen Valdés        | Cuba           | 11"52 |      |
| 7    | Ingrid Becker        | Germania Ovest | 11"53 |      |
| 8    | Rosie Allwood        | Giamaica       | 11"58 |      |

| Pos. | Atleta                 | Nazione          | Tempo | Nota |
| ---- | ---------------------- | ---------------- | ----- | ---- |
| 1    | Raelene Boyle          | Australia        | 11"32 | Q    |
| 2    | Silvia Chivás          | Cuba             | 11"33 | Q    |
| 3    | Annegret Richter       | Germania Ovest   | 11"39 | Q    |
| 4    | Barbara Ferrell        | Stati Uniti      | 11"49 | Q    |
| 5    | Esther Shakhamorov-Rot | Israele          | 11"49 |      |
| 6    | Irena Szewińska        | Polonia          | 11"54 |      |
| 7    | Andrea Lynch           | Gran Bretagna    | 11"64 |      |
| 8    | Ljudmila Maslakova     | Unione Sovietica | 11"67 |      |

### Finale
| Pos.    | Corsia | Atleta           | Età | Nazione        | Tempo | Nota            |
| ------- | ------ | ---------------- | --- | -------------- | ----- | --------------- |
| Oro     | 3      | Renate Stecher   | 22  | Germania Est   | 11"07 | Record mondiale |
| Argento | 1      | Raelene Boyle    | 21  | Australia      | 11"23 |                 |
| Bronzo  | 6      | Silvia Chivás    | 17  | Cuba           | 11"24 |                 |
| 4       | 4      | Iris Davis       | 22  | Stati Uniti    | 11"32 |                 |
| 5       | 2      | Annegret Richter | 21  | Germania Ovest | 11"38 |                 |
| 6       | 8      | Alice Annum      | 23  | Ghana          | 11"41 |                 |
| 7       | 5      | Barbara Ferrell  | 25  | Stati Uniti    | 11"45 |                 |
| 8       | 7      | Eva Lehocká      | 26  | Cecoslovacchia | 12"48 |                 |